# Dissenchen
Dissenchen, in lusaziano inferiore Dešank, è una frazione della città tedesca di Cottbus.

## Storia
Fu comune autonomo fino al 1993, data in cui venne aggregato alla città di Cottbus.

## Amministrazione
La frazione è amministrata da un "consiglio locale" (Ortsbeirat).